# KBO MVP
KBO MVP（英語: KBO MVP Award）は、KBOリーグにおける最優秀選手賞であり、韓国野球委員会と韓国野球記者団所属の総合日刊紙、スポーツ紙放送局幹事で構成される選考委員会が候補者を選定し、選定された候補者を対象にプロ野球の出入り記者団が投票をして、その年の正規リーグで最高の活躍を見せた選手に与えられる賞である。
総有効票の過半数以上を得た選手が受賞者に選定され、過半数に満たない場合は上位2名の選手を対象に決選投票を実施する。最優秀選手（MVP）には2,000万ウォン相当の純金トロフィーが与えられる。

## 歴代受賞者
太字はその年のリーグ最高、赤太字はリーグ歴代最高記録
| 年度   | 表彰選手               | 所属球団             | 守備位置 | 成績                                                |
| ------ | ---------------------- | -------------------- | -------- | --------------------------------------------------- |
| 1982年 | 朴哲淳                 | OBベアーズ           | 投手     | 36試合 224.1回 24勝4敗 防御率1.84 奪三振108         |
| 1983年 | 李萬洙                 | サムスン・ライオンズ | 捕手     | 98試合 打率.294 27本塁打 74打点                     |
| 1984年 | 崔東原                 | ロッテ・ジャイアンツ | 投手     | 51試合 284.2回 27勝18敗 防御率2.40 奪三振223        |
| 1985年 | 金城漢(1)              | ヘテ・タイガース     | 一塁手   | 105試合 打率.333 22本塁打 75打点                    |
| 1986年 | 宣銅烈(1)              | ヘテ・タイガース     | 投手     | 39試合 262.2回 24勝6敗 防御率0.99 奪三振214         |
| 1987年 | 張孝祚                 | サムスン・ライオンズ | 右翼手   | 88試合 打率.387 2本塁打 58打点                      |
| 1988年 | 金城漢(2)              | ヘテ・タイガース     | 一塁手   | 104試合 打率.324 30本塁打 89打点                    |
| 1989年 | 宣銅烈(2)              | ヘテ・タイガース     | 投手     | 36試合 169.0回 21勝3敗 防御率1.17 奪三振198         |
| 1990年 | 宣銅烈(3)              | ヘテ・タイガース     | 投手     | 35試合 190.1回 22勝6敗 防御率1.13 奪三振189         |
| 1991年 | 張鍾勲(1)              | ビングレ・イーグルス | 一塁手   | 126試合 打率.345 35本塁打 114打点                   |
| 1992年 | 張鍾勲(2)              | ビングレ・イーグルス | 一塁手   | 125試合 打率.299 41本塁打 119打点                   |
| 1993年 | 金聲來                 | サムスン・ライオンズ | 一塁手   | 124試合 打率.300 28本塁打 91打点                    |
| 1994年 | 李鍾範                 | ヘテ・タイガース     | 遊撃手   | 124試合 打率.393 19本塁打 77打点 84盗塁             |
| 1995年 | 金湘昊                 | OBベアーズ           | 右翼手   | 126試合 打率.272 25本塁打 101打点                   |
| 1996年 | 具臺晟                 | ハンファ・イーグルス | 投手     | 55試合 139.0回 18勝3敗24セーブ 防御率1.88 奪三振183 |
| 1997年 | 李承燁(1)              | サムスン・ライオンズ | 一塁手   | 126試合 打率.329 32本塁打 114打点                   |
| 1998年 | タイロン・ウッズ       | OBベアーズ           | 一塁手   | 126試合 打率.305 42本塁打 103打点                   |
| 1999年 | 李承燁(2)              | サムスン・ライオンズ | 一塁手   | 132試合 打率.323 54本塁打 123打点                   |
| 2000年 | 朴勍完                 | サムスン・ライオンズ | 捕手     | 130試合 打率.282 40本塁打 95打点                    |
| 2001年 | 李承燁(3)              | サムスン・ライオンズ | 一塁手   | 127試合 打率.276 39本塁打 95打点                    |
| 2002年 | 李承燁(4)              | サムスン・ライオンズ | 一塁手   | 133試合 打率.323 47本塁打 126打点                   |
| 2003年 | 李承燁(5)              | サムスン・ライオンズ | 一塁手   | 131試合 打率.301 56本塁打 144打点                   |
| 2004年 | 裵英洙                 | サムスン・ライオンズ | 投手     | 35試合 189.2回 17勝2敗 防御率2.61 奪三振144         |
| 2005年 | 孫敏漢                 | ロッテ・ジャイアンツ | 投手     | 28試合 168.1回 18勝7敗 防御率2.46 奪三振105         |
| 2006年 | 柳賢振                 | ハンファ・イーグルス | 投手     | 30試合 201.2回 18勝6敗 防御率2.23 奪三振204         |
| 2007年 | ダニエル・リオス       | 斗山ベアーズ         | 投手     | 33試合 234.2回 22勝5敗 防御率2.07 奪三振147         |
| 2008年 | 金廣鉉                 | SKワイバーンズ       | 投手     | 27試合 162.0回 16勝4敗 防御率2.39 奪三振150         |
| 2009年 | 金相賢                 | 起亜タイガース       | 三塁手   | 121試合 打率.315 36本塁打 127打点                   |
| 2010年 | 李大浩                 | ロッテ・ジャイアンツ | 三塁手   | 127試合 打率.364 44本塁打 133打点                   |
| 2011年 | 尹錫珉                 | 起亜タイガース       | 投手     | 27試合 172.1回 17勝5敗 防御率2.45 奪三振178         |
| 2012年 | 朴炳鎬(1)              | ネクセン・ヒーローズ | 一塁手   | 133試合 打率.290 31本塁打 105打点                   |
| 2013年 | 朴炳鎬(2)              | ネクセン・ヒーローズ | 一塁手   | 128試合 打率.318 37本塁打 117打点                   |
| 2014年 | 徐建昌                 | ネクセン・ヒーローズ | 二塁手   | 128試合 打率.370 4本塁打 78打点                     |
| 2015年 | エリック・テイムズ     | NCダイノス           | 一塁手   | 142試合 打率.381 47本塁打 140打点                   |
| 2016年 | ダスティン・ニッパート | 斗山ベアーズ         | 投手     | 28試合 167.2回 22勝3敗 防御率2.95 奪三振142         |
| 2017年 | 梁玹種                 | 起亜タイガース       | 投手     | 31試合 193.1回 20勝6敗 防御率3.44 奪三振158         |
| 2018年 | 金宰煥                 | 斗山ベアーズ         | 一塁手   | 139試合 打率.344 44本塁打 133打点                   |
| 2019年 | ジョシュ・リンドブロム | 斗山ベアーズ         | 投手     | 30試合 194.2回 20勝3敗 防御率2.50 奪三振189         |
| 2020年 | メル・ロハス・ジュニア | KTウィズ             | 外野手   | 142試合 打率.349 47本塁打 135打点                   |
| 2021年 | アリエル・ミランダ     | 斗山ベアーズ         | 投手     | 28試合 173.2回 14勝5敗 防御率2.33 奪三振225         |
| 2022年 | 李政厚                 | キウム・ヒーローズ   | 外野手   | 142試合 打率.349 23本塁打 113打点                   |
| 2023年 | エリック・フェッド     | NCダイノス           | 投手     | 30試合 180.1回 20勝6敗 防御率2.00 奪三振209         |
| 2024年 | 金倒永                 | 起亜タイガース       | 内野手   | 141試合 打率.347 38本塁打 109打点                   |